# Чембра
Чембра (итал. Cembra) је насеље у Италији у округу Тренто, региону Трентино-Јужни Тирол.
Према процени из 2011. у насељу је живело 1802 становника. Насеље се налази на надморској висини од 661 м.

## Становништво
Према резултатима пописа становништва 2011. у општини је живело 1.848 становника.
| 1931. | 1936. | 1951. | 1961. | 1971. | 1981. | 1991. | 2001. | 2011. |
| ----- | ----- | ----- | ----- | ----- | ----- | ----- | ----- | ----- |
| 1.589 | 1.529 | 1.516 | 1.491 | 1.465 | 1.401 | 1.647 | 1.741 | 1.848 |